# Harry Hoffner
Harry Angier Hoffner jr. (Jacksonville, Florida, 1934. november 27. – Hilton Head Island, Dél-Karolina, 2015. március 10.) a hettitológia professzora, a Chicagói Egyetem Keleti Intézetének tanára, a Chicago Hittite Dictionary társalapítója Hans Gustav Güterbockkal. Publikációit általában Harry Hoffner, vagy Harry A. Hoffner néven adta közre.
Hoffner a floridai Jacksonville-ben született Harry Angier Hoffner és Medaline Wolford Hoffner harmadik gyermekeként. Tanulmányait a Princetoni Egyetemen végezte, ahol Bachelor of Arts (BA) diplomáját cum laude minősítéssel szerezte meg 1956-ban. 1960-ban végzett a Dallas Theological Seminaryn teológia szakon, majd a Brandeis Egyetemen tanult tovább. 1961-ben MA oklevelet, 1963-ban Ph.D. minősítést szerzett az ókori mediterráneum történelméből. Tanári pályafutását az illinois-i Wheaton College-ben kezdte 1960-ban, ahol héber nyelvet és bibliatudományt oktatott. 1963-tól a Brandeis Egyetemen az ókori Közel-Kelet és Anatólia szakértője. 1969–1974-ben a Yale Egyetemen az assziriológia és hettitológia professzora. 1974-től a Chicagói Egyetem hettitológusa. 1976-ban Güterbockkal létrehozták az egyetem hettita szótárát – eredetileg hettita–német szótár lett volna, 1976-tól azonban hettita–angol lett –, amely 2015-ig 12 kötetben jelent meg. A tizenharmadik, A–K kötetet még nem publikálták.
2000-ben vonult nyugdíjba, de a hettita szótár szerkesztésében továbbra is részt vett. 2015-ben váratlanul hunyt el.

## Munkái
- The Laws of the Hittites. University Microfilms, Inc., Ann Arbor, MI (1964)
- An English-Hittite Glossary (Revue Hittite et Asianique XXV/80). Klincksieck (1967)
- Alimenta Hethaeorum, American Oriental Series 55. American Oriental Society (1974)
- Hittite Myths, Writings from the Ancient World 2. Scholars Press (1990)
- The Laws of the Hittites. A Critical Edition, Documenta et Monumenta Orientis Antiqui, 23. E. J. Brill (1997)
- Harry A. Hoffner.. Hittite Myths. Second Edition Revised and Augmented, Writings from the Ancient World 2. Scholars Press (1998). ISBN 978-0-7885-0488-4
- Harry A. Hoffner.. Letters from the Hittite Kingdom, Writings from the Ancient World 15. Publisher: Society of Biblical Literature (2009. július 5.). ISBN 978-1-58983-212-1
- The Hittite Dictionary of the Oriental Institute of the University of Chicago. The Oriental Institute of the University of Chicago. Multi-volume set. Volume ISBN 0-918986-58-3 (1989. március 19.). ISBN 0-918986-26-5
- A Grammar of the Hittite Language. Eisenbrauns (2008. március 19.). ISBN 978-1-57506-119-1